# 胡安·多明戈·德拉克鲁斯
胡安·多明戈·德拉克鲁斯（西班牙語：Juan Domingo de la Cruz，1954年2月6日—），西班牙男子篮球运动员。他曾代表西班牙参加1980年和1984年夏季奥林匹克运动会篮球比赛，其中1984年奥运会获得一枚银牌。